# Cuthbert Ottaway
Cuthbert John Ottaway, né le 19 juillet 1850 et mort le 2 avril 1878, est un sportif anglais. Il est le tout premier footballeur à avoir été capitaine de l’équipe nationale à l’occasion du premier match international officiel entre l’Angleterre et l’Écosse.
Cuthbert Ottaway a représenté son université dans cinq sports différents ce qui constitue un record encore inégalé.

## Biographie
Cuthbert Ottaway nait à Douvres. Il est le fils unique de James Ottaway, chirurgien et ancien maire de la ville. Il suit sa scolarité à Eton College puis au Brasenose College de l’Université d’Oxford où il fait preuve d’une très grande habileté dans tous les sports. Seul Alfred Lyttelton semble alors pouvoir l’égaler dans ce domaine. 
Il dispute avec Eton le match annuel de cricket contre Harrow School, il remporte deux fois le championnat de jeu de raquettes. Il remporte l’Oxford Blue pour avoir représenté Oxford en football (1874), cricket (1870-1873), jeu de raquettes (1870-1873), athlétisme (1873) et tennis (1870-1872). Après sa mort, un journal local rappelle qu’il était « un grand joueur de cricket, le meilleur joueur de raquette de son époque, un joueur de football important et un excellent sprinter ».
Cuthbert Ottaway est sélectionné à deux reprises en équipe nationale de football. Il est désigné capitaine pour le premier match officiel de l'équipe d'Angleterre de football, disputé le 30 novembre 1872 au West of Scotland Cricket Ground de Glasgow face à la sélection écossaise,.
Cuthbert Ottaway est inhumé dans un cimetière du borough londonien de Brent. Sa veuve retourne au Canada, d'où elle est originaire, en compagnie de sa fille. Celle-ci, née peu après la mort de son père, ne l'a jamais connu. La tombe d'Ottaway est laissée à l'abandon jusqu'en 2013. Une campagne pour recueillir des fonds et remplacer la pierre tombale est organisée par un supporter. Il reçoit le soutien de la fédération anglaise de football, de la Professional Footballers' Association et l'Old Etonian Association, qui regroupe les anciens élèves d'Eton College.

## Palmarès
- Oxford University AFC
  - Vainqueur de la Coupe d’Angleterre 1874